# Halloween (singiel Genzie)
Halloween – singiel polskiego zespołu Genzie, który został wydany 12 października 2023.
Nagranie otrzymało w Polsce status platynowego singla, przekraczając liczbę 50 tysięcy sprzedanych kopii.
Singel zdobył ponad 5 milionów wyświetleń w serwisie YouTube (2024) oraz prawie 4 miliony odsłuchań w serwisie Spotify (2024).

## Nagrywanie
Utwór został wyprodukowany przez Clearminda. Za mix/mastering utworu odpowiada FANTØM. Za realizację utworu odpowiada Jędrek Wołodko. Tekst do utworu został napisany przez Jędrka Wołodko i Patryka Barana.

## Twórcy
- Genzie – główny artysta/zespół
- Clearmind (Mateusz Żezala) – produkcja, kompozycja
- Jędrek Wołodko – tekst, realizacja
- FANTØM (Grzegorz Burkat) – mix/mastering
- Patryk „Mortalcio” Baran – tekst, wokal

- Faustyna Fugińska – wokal
- Bartosz „Świeży” Laskowski – wokal
- Wiktoria „Kartonii” Bochnak – wokal
- Hanna Puchalska – wokal
- Bartek Kubicki – wokal
- Oliwier Kałużny – wokal
- Julita Różalska – wokal

## Certyfikaty
| Kraj          | Certyfikat      | Sprzedaż |
| ------------- | --------------- | -------- |
| Polska (ZPAV) | platynowa płyta | 50 000+  |